# Сіра асексуальність

Прапор асексуальної гордості, в якому градації сірого представляють проміжну сексуальність

Сіра асексуальність або сіра сексуальність (від англ. Grey-sexuality — грейсексуальність) — спектр між асексуальністю та сексуальністю. Особи, які ідентифікуються як грейсексуальні персони, називаються грей-А, або сірими ейсами (від англійського «ace», яке є скороченням від слова «asexuality»). Увесь асексуальний спектр, включно з грейсексуальністю та асексуальністю, називається «ейс-парасолька» або «а-спектр», що підкреслює різноманітність ідентичностей в ньому. Окрім названих ідентичностей, до спектру входять такі ідентичності, як демісексуальність, літсексуальність та багато інших.
Грейсексуальні люди можуть мати будь-яку романтичну орієнтацію, тобто можуть мати романтичний потяг до людей певних гендерних ідентичностей, або ж перебувати на аромантичному спектрі.
Поява інтернет-спільнот, таких як Мережа асексуальної видимості та освіти (AVEN), дало місце грейасексуальним людям для обговорення своєї сексуальної орієнтації, підвищення видимості людей на а-спектрі, а також просвіти людей про ідентичності асексуального спектру.

## Визначення

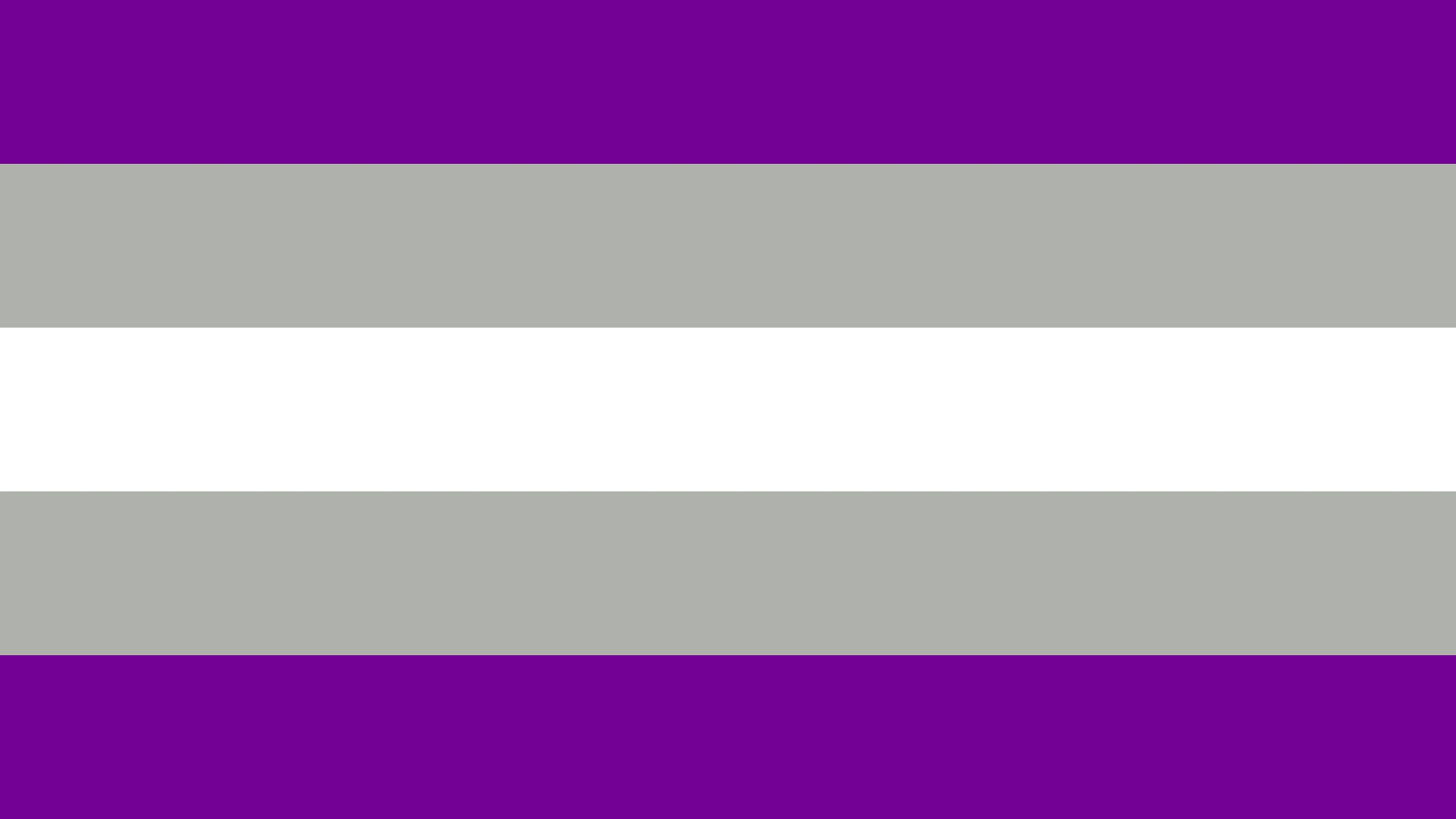
Прапор грейсексуальної гордості. Фіолетовий з країв означає асексуальність, білий в центрі — аллосексуальність, а сірий між ними — спектр ідентичностей в грейсексуальній парасольці

### Загальні
Сіра асексуальність вважається сірою зоною між асексуальністю та сексуальністю, в якій людина може відчувати статевий потяг лише зрідка, або ж винятково при особливих обставинах. Термін «демісексуальність» був введений у 2008 році Мережею асексуальної видимості та освіти (AVEN). Префікс «demi» походить від латинського dimidium, що означає «розділений навпіл». Термін демісексуалність походить від поняття, яке описується як «на півдорозі між» аллосексуальністю (наявністю сексуального потягу) та асексуальністю, і може вважатися як окремою ідентичністю, так і підвидом грейсексуальності. Спектр грейсексуальності зазвичай включає осіб, які дуже рідко відчувають сексуальний потяг або/та відчувають його лише за певних обставин Сарі Локер, дослідниця сексуальності в Педагогічному коледжі Колумбійського університету, стверджує, що сірі асексуали «відчувають, що вони знаходяться в сірій зоні між асексуальністю та більш типовими сексуальними інтересами». Особа, яка ідентифікує себе як «сіру», може мати будь-яку романтичну орієнтацію, оскільки сексуальна та романтична ідентичність не обов'язково пов'язані. Люди на а-спектрі можуть вступати в квірплатонічні стосунки (queerplatonic relationships, QRPs) — стосунки, які не є романтичними за своєю суттю, але мають в своїй основі емоційну близькість, яка дозволяє класифікувати їх як дещо більше, ніж просто дружба. Деякі люди в квірплатонічних стосунках жартома називають своїх партнерів «цукіні», позаяк мова не має точних слів для описання досвіду квірплатонічного партнерства. Грейсексуальні люди, хоча й рідко мають сексуальний потяг, можуть мати різні рівні лібідо, мастурбувати або/та мати фантазії про сексуальні активності. Грейсексуали та грейсексуалки, як і всі люди на а-спектрі, можуть по різному ставитися до сексу та навіть займатися ним з цікавості, для задоволення, заради партнера або партнерки, або ж для зачаття дітей. Можна виділити такі групи грейсексуалів за ставленням до сексу:
- Sex-positive або sex-favorable (секс-позитивні або секс-зацікавлені) — ідея сексу здається таким грейсексуалам привабливою, вони можуть займатися для задоволення, або з інших причин;
- Sex-neutral або sex-indifferent (секс-нейтральні або секс-індиферентні) — для грейсексуальних людей з нейтральним ставленням до сексу ідея займатися ним є ні огидною, ні привабливою;
- Sex-averse (секс-неприхильні) — такі грейсексуали можуть спокійно ставитися до еротичних та сексуальних сцен в медіа, мастурбувати або мати сексуальні фантазії, проте коли мова заходить про сексуальні дії стосовно них, вони можуть відчувати себе неприємно;
- Sex-repulsive або sex-negative (секс-репульсивні або секс-негативні) — сама ідея сексуальних стосунків є для секс-негативних грейсексуалів неприємною, іноді навіть викликати фізичний дискомфорт[7].

### Демісексуальність

Демісексуальний прапор, у якому чорний шеврон представляє безстатевість, сірий — сіру асексуальність і демісексуальність, білий — сексуальність, а фіолетовий — спільноту

Демісексуальна людина не відчуває сексуального потягу, поки у неї не сформується міцний емоційний зв'язок з потенційним партнером або партнеркою. Визначення поняття «емоційний зв'язок», потрібний час для його виникнення залежать від людини. Демісексуали можуть мати будь-яку романтичну орієнтацію.
Також під демісексуальністю може матися на увазі троп у романтичній прозі, який називають вимушеною демісексуальністю. Вважається, що в літературних творах читачеві приємніше спостерігати за сексуальними стосунками персонажів, між якими утворився емоційний зв'язок, аніж за тими персонажами, які такого зв'язку не мають. Особливо це стосується персонажок, адже від жінок очікується, що вони будуть вступати в сексуальні стосунки тільки по любові, в той час, як від чоловіків цього не потребують.

## Дослідження
Асексуальність загалом є відносно новою для академічних досліджень та публічного дискурсу.